# Moises Padilla
Moises Padilla ist eine Gemeinde in der Provinz Negros Occidental auf der Insel Negros auf den Philippinen. Sie hat 41.386 Einwohner (Zensus 1. August 2015), die in 15 Barangays leben. Sie gehört zur vierten Einkommensklasse der Gemeinden auf den Philippinen und wird als partiell urbanisiert beschrieben.
Sie liegt ca. 85 km südöstlich von Bacolod City. Die Reisezeit beträgt ca. zwei Stunden mit dem Bus oder Jeepney. Ihre Nachbargemeinden sind La Castellana im Norden, Guihulngan City in der Provinz Negros Oriental im Osten, die Gemeinde Isabela bildet die südliche Grenze. Die Topographie der Gemeinde wird als gebirgig beschrieben, sie liegt im Gebirge der Insel Negros südlich des Vulkan Kanlaon. 
Das Old Municipal Building ist ein historisches Gebäude der Gemeinde. Die Kaitulari Eco-tourism Zone liegt auf dem Gebiet der Gemeinde und bietet Touristen die Gelegenheit, sich mit der Natur der Insel vertraut zu machen.

## Barangays
| - Barangay 1 (Pob.) - Barangay 2 (Pob.) - Barangay 3 (Pob.) - Barangay 4 (Pob.) - Barangay 5 (Pob.) | - Barangay 6 (Pob.) - Barangay 7 (Pob.) - Crossing Magallon - Guinpana-an - Inolingan | - Macagahay - Magallon Cadre - Montilla - Odiong - Quintin Remo |